# Franse presidentsverkiezingen 1988
De Franse presidentsverkiezingen 1988 waren de zesde presidentsverkiezingen tijdens de Vijfde Franse Republiek. François Mitterrand werd bij deze verkiezingen herkozen als president van Frankrijk. 
De eerste ronde vond plaats op 24 april 1988, waaraan negen kandidaten deelnamen. De zittend president, de socialist Mitterrand, versloeg met overmacht de andere kandidaten en kreeg 34,10% van de stemmen. Jacques Chirac - sinds 1986 minister-president van een centrumrechtse regering die samen moest werken met de linkse president Mitterrand -, de kandidaat van de gaullistische en liberaal-conservatieve RPR, eindigde als tweede met maar 19,94%, slechts een paar procentpunten meer dan Raymond Barre, de kandidaat van het centrum. 
Bij de tweede ronde lagen de resultaten wat dichter bij elkaar: Mitterrand kreeg 54,02% van de stemmen, terwijl Chirac 45,98% van de stemmen kreeg. De reden dat Chirac het bij de tweede ronde beter deed valt te verklaren dat de centrumpartijen zich achter zijn kandidatuur hadden geschaard.

## Kiessysteem
Uitgangspunt van de verkiezingen is, dat in één ronde een kandidaat de meerderheid van de stemmen krijgt. Omdat van de vele kandidaten normaal er geen in één keer de meerderheid krijgt, moet er een tweede ronde worden gehouden tussen de twee kandidaten, die in de eerste ronde de meeste stemmen hebben gekregen.

## Uitslag eerste ronde
Volgens de officiële uitslag hadden Mitterrand en Chirac op 24 april 1988 de meeste stemmen gekregen, zodat zij het tegen elkaar opnamen in de tweede ronde. Deze vond plaats op 8 mei 1988.
| Kandidaat               | Partij                                                   | Stemmen    | %      |
| ----------------------- | -------------------------------------------------------- | ---------- | ------ |
| François Mitterrand     | Parti socialiste                                         | 10.367.220 | 34,10% |
| Jacques Chirac          | Rassemblement pour la République                         | 6.063.514  | 19,94% |
| Raymond Barre           | Union pour la démocratie française                       | 5.031.849  | 16,55% |
| Jean-Marie Le Pen       | Front national                                           | 4.375.894  | 14,39% |
| André Lajoinie          | Parti communiste français                                | 2.055.995  | 6,76%  |
| Antoine Waechter        | Les Verts                                                | 1.149.642  | 3,78%  |
| Pierre Juquin           | Parti socialiste unifié Ligue communiste révolutionnaire | 639.133    | 2,10%  |
| Arlette Laguiller       | Lutte ouvrière                                           | 606.017    | 1,99%  |
| Pierre Boussel          | Mouvement pour un parti des travailleurs                 | 116.874    | 0,38%  |
| Totaal (opkomst 81,35%) |                                                          | 30.406.038 | 100%   |

## Uitslag tweede ronde
In de tweede ronde op 8 mei 1988 behaalde François Mitterrand de overwinning met 54,02% van de stemmen tegen 45,98% voor Jacques Chirac. Daarmee werd Mitterrand herkozen als president van Frankrijk.
| Kandidaat               | Partij                           | Stemmen    | %      |
| ----------------------- | -------------------------------- | ---------- | ------ |
| François Mitterrand     | Parti socialiste                 | 16.704.279 | 54,02% |
| Jacques Chirac          | Rassemblement pour la République | 14.218.970 | 45,98% |
| Totaal (opkomst 84,06%) |                                  | 30.923.249 | 100%   |

## Nasleep
Kort na de presidentsverkiezingen werden er parlementsverkiezingen gehouden die de linkse partijen onder aanvoering van de Parti socialiste opnieuw aan de macht brachten. Hiermee kwam er een einde aan de cohabitation: de situatie van een centrumrechtse regering die moest samenwerken met een linkse president.